# Teleorman (fiume)
Il Teleorman è un fiume rumeno, affluente del fiume Vedea. Sfocia vicino alla città di Ștorobăneasa.